# Il boss dei comici
Il boss dei comici è un programma di intrattenimento e un talent show comico italiano, in onda su LA7 nel 2015. Viene registrato dal teatro TAM di Napoli, con la conduzione di Maria Bolignano e Alessia Reato.

## Il programma
Il programma prevede la partecipazione di giovani attori comici, ognuno affiancato da un coach che li assisteva e li consigliava nella preparazione dei pezzi: la sorte dei concorrenti era decretata da un "boss", un attore noto nel mondo del cinema o dello spettacolo.
Ad affiancare le due conduttrici ci sono:
- Il Pizzino, un messaggero del Boss sul palco (Davide Marotta)
- Il Vallotto, una valletta al maschile (Antonio Furia)
- Il Poeta Contadino
- La Badante.
La regia del programma è di Sergio Colabona.
Per via dei bassi ascolti il programma è stato sospeso dopo la seconda puntata delle nove previste.

## Cast

### I boss
| Puntata | Boss            |
| ------- | --------------- |
| 1       | Tullio Solenghi |
| 2       | Michele Placido |

### Coaches
- Beppe Braida
- Paolo Caiazzo
- Antonio D’Ausilio
- Omar Fantini
- Antonio Giuliani
- Paolo Migone
- Antonio Ornano
- Daniele Raco
- Sergio Sgrilli

## Ascolti
| Puntata       | Messa in onda   | Telespettatori | Share |
| ------------- | --------------- | -------------- | ----- |
| 1             | 18 ottobre 2015 | 331.000        | 1,51% |
| 2             | 25 ottobre 2015 | 225.000        | 1,15% |
| Media Auditel | Media Auditel   | 278.000        | 1,33% |